# عیدک، پاکستان
عیدک (به انگلیسی: Eidak) یک روستا در پاکستان است که در وزیرستان شمالی واقع شده‌است. عیدک ۱۰٬۰۰۰ نفر جمعیت دارد و ۷۳۱ متر بالاتر از سطح دریا واقع شده‌است.